# Фіала Юрій
Фіала Юрій (анг. George Fiala, 31 березня 1922, Київ, Україна — 6 січня 2017, Монреаль, Канада) — український композитор, піаніст, органіст, диригент, педагог, громадянин Канади з 1955 року.

## Життєпис

### Київський період
Народився в інтелігентній сім'ї: батько — інженер-архітектор, мати — лінгвіст, обидвоє були успішними піаністами, а тітка, Оксана Уляницька — провідним сопрано у Київській державній опері імені Т. Г. Шевченка. Юрій почав брати уроки фортепіано у віці семи років, а в 1934 році став учнем професора Костянтина Михайлова у музичній школі для обдарованих дітей. Рано проявив свій композиторський талант, написавши у 1935 році мазурку, що була надрукована у московській газеті «Правда».
Після закінчення школи у 1939 році,  вступив до Державної консерваторії імені П. І. Чайковського у Києві, де вчився два роки під керівництвом таких відомих українських композиторів та музикознавців, як Левко Ревуцький, Борис Лятошинський, Андрій Ольхівський. Значний вплив на його творчий розвиток мали зустрічі з С. Прокоф'євим, Д. Шостаковичем та А. Хачатуряном, які приїжджали до Києва з метою виконання своїх творів.
Навчання перервала Німецько-радянська війна та німецька окупація Києва. Фіала виїхав до Берліна, де у період 1942—1945 років вивчав у Музичній Академії композицію в Ганса Марії Домбровського, учня Ганса Пфіцнера. Він також брав уроки диригування у одного з найвідоміших німецьких диригентів ХХ ст. Вільгельма Фуртвенглера.

### Бельгійський період
Після війни Фіала переїхав до Брюсселя, де вивчав композицію і диригування у Леона Йонгена, відомого бельгійського композитора і диригента, на той час — директора Королівської музичної консерваторії. Спеціальна стипендія від Ватикану у 1946 року дала йому змогу упродовж трьох років зосередитися на композиції. За ці роки у Бельгії він створив не менше 40 творів, а також брав участь як композитор, піаніст та диригент у п'ятому концерті сучасної музики, що організовував «Seminaire des Arts» («Семінар Мистецтв») в рамках Весняного Фестивалю Музики 1948 року в Брюсселі, яким керував композитор Андре Суріс. На цьому концерті була виконана «Проста музика» для двох фортепіано Фіали. Також у Бельгії композитор познайомився із новою паризькою школою, яку представляли П'єр Булез, Рене Лейбовіц. Виступав як гастролер-диригент Бельгійського Національного Симфонічного оркестру.

### Канадський період
З моменту прибуття до Канади у січні 1949 року (з осідком у Монреалі) Фіала активно працював як композитор, піаніст, органіст і педагог. Оскільки була потреба педагогічного репертуару, Фіала писав невеликі п'єси для дітей на фортепіано. Саме ці композиції були першими виданими творами композитора у Канаді. Ю.Фіала проявив себе також як піаніст, — його перший концерт в Канаді, відбувся у Торонто 18 березня 1949 року.
Після нетривалого періоду перебування в Австралії, у Сіднеї (у 1959-60 роках) Фіала знову повернувся до Канади. 20 років (1967-87 рр.) працював диктором-продюсером російського відділення Радіо Канада Інтернешенл (СВС- Radio Canada International) у Монреалі. Після відходу з цієї посади, композитор повністю присвятив себе творчості. Компонував до кінця життя. Помер у Монреалі 6 січня 2017 року.

### Визнання на американському континенті
Ім'я Ю. Фіали було відоме як в канадському оточенні, так і в середовищі української діаспори. Він — член Канадської ліги композиторів, а в жовтні 1974 року його було нагороджено престижною Шевченківською медаллю Комітетом українців Канади у Вінніпегу (Манітоба). Також у 1987 р. Американський Біографічний Інститут в місті Ралі (штат Північна Кароліна) нагородив Фіалу пам'ятною медаллю.
Твори «Капрічіо» («Capricio»), «Концертна музика»(«Musique concertante») для фортепіано з оркестром виконувались на І (1965) і ІІ (1968) міжнародних конкурсах піаністів в Монреалі, що сприяло популяризації творчості композитора.
З нагоди 60-ї річниці з його дня народження, 17 листопада 1982 року у концертному залі університету Мак Гілл — Поллак-голі (Pollack Hall of McGill University in Montreal) було проведено концерт, повністю присвячений його музиці. 1 квітня 1984 року, у Карнегі-голі (Carnegie Hall), Нью-Йорк, пройшла прем'єра «Святкової увертюри» («Festive Overture») Фіали, створеної на замовлення Української національної асоціації у Сполучених Штатах, а 21 листопада 1982-го прозвучала «Українська симфонія» в Рой Томсон-голі (Roy Thomson Hall) в Торонто, у виконанні Американського симфонічного оркестру під керівництвом Володимира Колесника.

### Юрій Фіала в Україні
Твори Ю. Фіали звучали і в Україні. Так, у серпні 1987 року у Києві виконувалась його «Літургія до 1000-ліття християнства в Україні», (до речі, у листопаді цього ж року цей твір зазвучав у Едмонтоні).
У 1990 р. (під час студентської демонстрації-голодування) у Києві відбувся перший міжнародний «Музик Фест», на який були запрошені музиканти з Європи, США та Канади, саме на цьому заході був присутній композитор Юрій Фіала.
У 1992 р. у великому залі київської консерваторії  відбувся авторський концерт композитора.

### Вшанування творчості композитора
По смерті композитора, осередок Наукового Товариства ім. Шевченка організовував два заходи вшанування його творчості: 2 квітня у Мореалі та 22 вересня у Торонто, програму заходів підготували піаністи — проф. д-р Люба Жук і проф. д-р Іриней Жук, які особисто знали митця, з ним приятелювали і співпрацювали.

## Список творів
Юрій Фіала — надзвичайно плідний композитор, його творча спадщина налічує понад 200 різножанрових творів.

#### Симфонічні твори (для різних видів оркестрів /з солістами /з хором):
- 5 симфоній (Симфонія № 4 — «Українська»);
- «Героїчна пісня»;
- «Пісня жалоби»;
- «Колядки»;
- «Три українських танці»;
- «Святкова увертюра»;
- «Епітафія другої симфонії»;
- «Панегірик пам'яті президента Д. Ф. Кеннеді»;
- «Український триптих»;
- «Комічна увертюра»;
- «Тіні забутих предків» — симфонічна поема;
- «Монреаль» — симфонічна сюїта для оркестру;
- «Сюїта Курилика» — симфонічна сюїта для оркестру;
- Симфонієта для малого складу оркестру;
- «Увертюра-бурлеск» — для малого складу оркестру;
- «Концертна сюїта» — для гобою і камерного оркестру;
- Інтродукція і фугато для англійського ріжка і струнного оркестру;
- «Концертіно» для фортепіано, труби, литавр і струнного оркестру;
- «Концертна симфонія» — для баяна, клавесину і камерного оркестру;
- «Концертна серенада» — для віолончелі і струнного оркестру;
- «Концертний дивертисмент» — для скрипки і оркестру;
- «Концертне розважання» — для скрипки з оркестром;
- Концерт для скрипки з оркестром (написаний на 100-річчя Віннпегу);
- «5 українських пісень для голосу і оркестру»;
- «Сюїта на 4 українські пісні» — для баса-соло і оркестру;
- «Реквієм» — для сопрано-соло, хору і оркестру;
- «Псалом 112» — для хору і оркестру;
- кантата «Канадське кредо» (написана з нагоди 100-річчя Канади);
- кантата «Україна» — для хору і симфонічного оркестру;

##### Камерно-інструментальна музика
- струнні квартети;
- 4 квартети для саксофонів;
- Пастораль і алегро для 4-х духових;
- «Терцет» для флейти, альта і фортепіано;
- «Ліричне дуетіно» — для флейти і фортепіано;
- «Мала музика для двох» — для флейти і фортепіано;
- «Концертна соната» — для флейти і фортепіано;
- Кантилена і рондо — для блокфлейти і фортепіано;
- «Маленька концертова музика» для флейти та семи інструментів;
- «Камерна музика для п'яти духових інструментів» ;
- 2 музичні моменти для гобою і фортепіано;
- «Коротка соната» — для кларнета і арфи;
- «Концертне дуетіно» — для кларнета і арфи;
- «Три частини» — для фортепіано, скрипки, альта і віолончелі;
- «Дивертисмент капрічіозо» — для флейти, скрипки, альта, віолончелі, контрабаса;
- Подвійна соната для скрипки і арфи;
- «Канадське концертіно» — для чотирьох арф;
- «Концертний дует» — для фортепіано і скрипки;
- «Музика для семи» — для кларнета, 2 скрипок, 2 альтів, 2 віолончелей;
- «Камерна соната» — для фортепіано і альта;
- «Музика для чотирьох» — 2 скрипок, альта і віолончелі;
- «Музика для трьох» — скрипки, альта, віолончелі;
- Фортепіанний квінтет — для ф-но, 2 скрипок, альта, віолончелі;
- «Три моменти» — для фортепіано, скрипки, альта, віолончелі;
- Тріо-соната — для фортепіано, скрипки, віолончелі;
- «Українська сюїта» — для віолончелі та фортепіано;
- «Дума» — для віолончелі та фортепіано;
- «Хвилинна соната» — для віолончелі і фортепіано;
- «Соната-фантазія» — для фортепіано і віолончелі;
- Соната для віолончелі і фортепіано;
- Соната для саксофона і фортепіано;
- «Соната для двох» — акордеона і саксофона;
- Прелюдія для акордеона;
- Соната та сонатина для скрипки і фортепіано;
- «Колискова» — для скрипки і фортепіано;
- Імпровізація і скерцо для скрипки і фортепіано;
- Камерна партита для 2-х скрипок;

##### Фортепіанні твори
для фортепіано соло:
- 3 концерти для фортепіано з оркестром;
- «Капрічіо»,
- «Концертна музика» — для фортепіано з оркестром;
- «Концертна кантата» — для фортепіано-соло з хором;
- «Веснянки» для фортепіано-соло з хором;
- «Камерний концерт»;
- «Фортепіанна музика № 1»,
- «Фортепіанна музика № 2»;
- 8 сонат;
- 3 сонатини;
- 4 фуги на українські теми;
- 3 хорали за Бахом;
- 2 пасторалі;
- 13 постлюдій;
- Прелюдія і фуга a-moll;
- Прелюдія;
- Токата;
- Мініатюрна сюїта;
- «3 дрібниці»;
- «Прелюдія до сторіччя» (до сторіччя Канади);
- «Олімпійські ескізи»;
- «Канадські ескізи»;

для фортепіано в 4 руки:
- «Музика вдвох»;
- «Танець»;

для 2-х фортепіано:
- «Проста музика»;
- «Великодня музика» (написана на Великдень 1947 р.);
- «Короткий концерт»;
- «Комічний концерт»;
- «Український танець»;
- 4 сонати;

##### Вокальні твори у супроводі фортепіано
- 4 російські вірші для фортепіано і середнього голосу;
- «2 ранні пісні» — для баса-соло і фортепіано;
- 3 українські пісні для баса-соло і фортепіано;
- 4 українські пісні для баса-соло і фортепіано;

##### Фортепіанні твори для дітей
- Дитяча сюїта;
- Колискова;
- «Австралійська сюїта»;
- «Маленька українська сюїта для маленьких»;
- «Сонатина для маленьких»;

##### Для хору a capella
- «Літургія до 1000-ліття християнства в Україні»

##### Музика до балету
- «Дід Ладо»